# Sinduscon-ES
O Sindicato da Indústria da Construção Civil no Estado do Espírito Santo  (Sinduscon-ES) é o sindicato que representa os trabalhadores da construção civil do estado do Espírito Santo, no Brasil.

## História
Foi fundado em 1934, com sede e foro na cidade de Vitória. Foi um dos primeiros sindicatos da indústria da construção a ser fundado no país e foi constituído para fins de pesquisa, informação, coordenação, proteção e representação legal da categoria econômica da indústria da construção civil no âmbito do Estado do Espírito Santo. 
Em outubro de 1934, é realizada a sessão de assembleia da instalação do sindicato cuja denominação inicial foi de Sindicato dos Construtores Civis de Vitória. Havia onze construtores civis presentes: Aurélio Porto, Radagásio Alves, Camillo Gianordoli, Antônio Becacici, José Meira Quadros, André Carloni, Victorino Cardoso Teixeira, João Baptista Golvêa, José Bernardino Cruz, Carlos Pilorotti e Manoel Antônio José de Brito. O primeiro presidente da entidade, eleito por essa assembleia para o período de outubro/34 a outubro/36, foi Aurélio Porto. 
A sede do sindicato, por ocasião de sua organização, encontrava-se estabelecida à Rua 7 de setembro, nº 60, no Centro de Vitória. 
Em maio de 1935, em sessão da Assembleia Geral Extraordinária, foi dado conhecimento do despacho de 11/03/1935 - Processo D.V.C. nº 29.639, proferido pelo Senhor Ministro do Trabalho, Indústria e Comércio, reconhecendo o sindicato em data de 22/05/1935. 
Em janeiro de 1942, a carta sindical foi registrada no Departamento Nacional do Trabalho - Processo nº D.N.T. 13.064 de 1941. O Ministro de Estado dos Negócios do Trabalho, Indústria e Comércio aprova os estatutos e reconhece o sindicato com a denominação de Sindicato da Indústria de Construção Civil, no Estado do Espírito Santo, como sindicato representativo da respectiva categoria econômica da indústria da construção, na base territorial do estado do Espírito Santo, de acordo com o regime instituído pelo Decreto-lei nº 1.402, de 05/07/1939.

## Ligação externa
- Página oficial